# Radionecrosi
Con il termine radionecròsi si indica una forma grave di lesione acuta dovuta all'effetto di radiazioni. Essa consiste nella sclerotizzazione dei vasi sanguigni presenti nella zona irradiata, alla quale poi segue una netta riduzione dell'apporto ematico, a volte inadeguato a rifornire il tessuto che si sta riparando in caso di danno, infezione od intervento chirurgico. In tali casi se la Po2 tissutale scendesse ad un livello inferiore a quello di 30 mm Hg, si ridurrebbe drasticamente la capacità dei globuli bianchi di distruggere batteri. La radionecròsi si verifica spesso in seguito ad irradiazione di tumori della testa, del collo e dell'addome.

## Trattamento
- Ossigenoterapia iperbarica